# Leon Fedorowicz Sasin
Leon Fedorowicz Sasin – wójt grodzieński w 1530 roku.